# Пасхальные марки Украины
Пасха́льные ма́рки — почтовые марки, которые выпускают в честь Пасхи, одного из главных праздников христианского мира. Первая пасхальная почтовая марка (№ 40,  (Mi #100)) независимой Украины была напечатана Австрийской государственной типографией, и выпущена в 1993 году.

## Христианские праздники на марках
Наибольшую тематическую группу современных праздничных марок составляют знаки почтовой оплаты, издаваемые по случаю христианских праздников. К праздникам, почитаемым христианами во всём мире, в первую очередь относятся великие праздники — Рождество и Пасха, а также дни почитания отдельных святых, например, святого Патрика и святого Николая. Выпуски марок, приуроченные к датам этих событий широко представлены почтой разных государств, среди которых — Австрия, Венгрия, Польша, Словакия, Украина, Финляндия и другие страны.

## Список пасхальных марок Украины
Порядок следования элементов в таблице соответствует номеру по каталогу марок Украины на официальном сайте Укрпочты (укр. КМД УДППЗ «Укрпошта»), в скобках приведены номера по каталогу «Михель».
| № по каталогу     | Изображение | Описание и источники                                                     | Номинал     | Дата выпуска        | Тираж   | Художник             |
| ----------------- | ----------- | ------------------------------------------------------------------------ | ----------- | ------------------- | ------- | -------------------- |
| № 40 (Mi #100)    |             | «З Великоднем!». с укр. — «С праздником Пасхи!».                         | 15,00 карб. | 18 апреля 1993 года | 200 000 | В. И. Дворник        |
| № 311 (Mi #371)   |             | Блок «Писанки»: Поділля. с укр. — «Блок «Писанки»: - Подолье».           | 0,30 гривны | 28 апреля 2000 года | 50 000  | Катерина Штанко      |
| № 312 (Mi #372)   |             | Блок «Писанки»: Чернігівщина. с укр. — «Блок «Писанки»: - Черниговщина». | 0,30 гривны | 28 апреля 2000 года | 50 000  | Катерина Штанко      |
| № 313 (Mi #373)   |             | Блок «Писанки»: Київщина. с укр. — «Блок «Писанки»: - Киевщина».         | 0,30 гривны | 28 апреля 2000 года | 50 000  | Катерина Штанко      |
| № 314 (Mi #374)   |             | Блок «Писанки»: Одещина. с укр. — «Блок «Писанки»: - Одещина».           | 0,30 гривны | 28 апреля 2000 года | 50 000  | Катерина Штанко      |
| № 315 (Mi #375)   |             | Блок «Писанки»: Гуцульщина. с укр. — «Блок «Писанки»: - Гуцульщина».     | 0,70 гривны | 28 апреля 2000 года | 50 000  | Катерина Штанко      |
| № 316 (Mi #376)   |             | Блок «Писанки»: Волинь. с укр. — «Блок «Писанки»: - Волынь».             | 0,70 гривны | 28 апреля 2000 года | 50 000  | Катерина Штанко      |
| № 909 (Mi #951)   |             | «Христос Воскрес!». с укр. — «Христос Воскрес!».                         | 1,00 гривна | 11 апреля 2008 года | 220 000 | Наталия Михайличенко |
| № 1289 (Mi #1331) |             | «З Великоднем!». с укр. — «С Пасхой!»                                    | 2,00 гривны | 30 апреля 2013 года | 120 000 | Наталия Андрийченко  |

## Комментарии
1. ↑  Ниже приведён перечень памятных художественных марок (с возможностью сортировки по номиналу, тиражу и дате введения в обращение).